# Roshen
Roshen (ukrainisch Рошен, Roschen) ist ein 1996 in Kiew gegründeter international tätiger ukrainischer Süßwarenhersteller. Der Name ist eine Herleitung des ehemaligen ukrainischen Staatspräsidenten und Roshen-Eigentümers, Petro Poroschenko.

## Geschichte

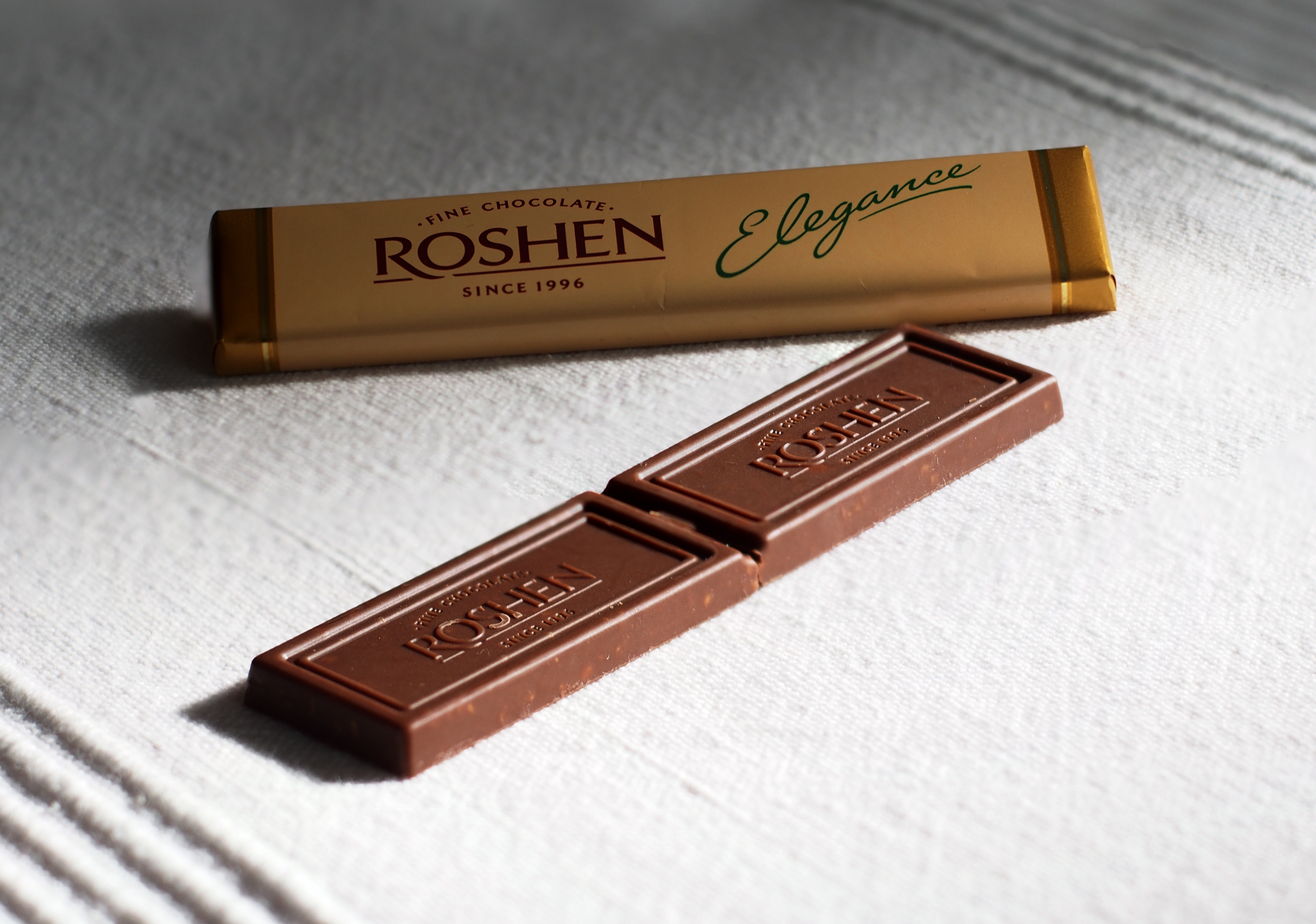
Roshen-Schokolade

Roshen wurde 1996 von Petro Poroschenko gegründet und bestand am Anfang aus mehreren Fabriken, die zuvor von der ebenfalls zu Petro Poroschenko gehörenden Gruppe UkrPromInvest aufgekauft wurden. Weiterhin betreibt Roshen zwei Fabriken in Winnyzja und jeweils eine Fabrik in Kiew, Klaipėda, Mariupol und Berschad sowie zwei seit 2017 nicht mehr produzierende Fabriken in Russland. 2012 übernahm Roshen zudem die Bonbonetti Choco Confectionery in Ungarn, welche jedoch im April 2023 die Produktion einstellte und im Januar 2025 geschlossen wurde.
Im Juli 2013 stoppte Russland alle Roshen-Importe, da die Produkte russische Sicherheits-, sowie Qualitätsstandards verletzt haben sollen. Untersuchungen aus anderen Ländern wie Belarus oder Kasachstan befanden jedoch, dass keine gesundheitlichen Bedenken bei Roshen-Produkten bestanden. Vor dem Importverbot hatte Roshen in Russland einen Marktanteil von etwa 40 %. Die Jahresproduktion von Roshen betrug 2012 circa 410.000 Tonnen an Süßwaren. Damit rangierte Roshen in der Top-100-Liste der Süßwarenindustrie auf Platz 18.
Hauptabnehmerstaaten neben Russland für die Roshen-Produkte sind Aserbaidschan, Armenien, Kanada, Deutschland, Estland, Lettland, Litauen, Moldau, Israel, Kirgisistan, Usbekistan und die Vereinigten Staaten.
In der Fabrik in Kiew arbeiteten 2019 etwa 800 Mitarbeiter und es konnten pro Tag insgesamt rund 100 Tonnen Mozartkugeln und Kuchen hergestellt werden. Der Globale Umsatz des Unternehmens wurde 2021 auf etwa 800 Millionen Dollar geschätzt. 2014 umfasste das Sortiment von Roshen als Dachmarke laut eigenen Angaben mehr als 320 Produkte. Das Unternehmen beschäftigte 2015 rund 10.000 Angestellte weltweit.

### Standort in Lipezk
Die 1960 gegründete Fabrik in Lipezk (Russland) wurde 2001 von Poroshenko aufgekauft und produzierte seitdem für Roshen. 2015, ein Jahr nach dem russischen Importverbot für Roshen-Produkte, wurde im April das Werk wegen des Vorwurfs der Steuerhinterziehung durchsucht, kurz darauf wurden dann Vermögenswerte im Wert von 49 Millionen US-Dollar beschlagnahmt. Im Zuge der Durchsuchungen und Beschlagnahmungen wurden auch die Konten des Standortes gesperrt, was einen Verkauf der Fabrik verhinderte. Als 2017 die Produktion gestoppt wurde, war die Mitarbeiteranzahl bereits von ehemals 1900 Personen auf 700 Personen gesunken. Auch die nahegelegene Fabrik in Sentsovo stellte 2017 die Produktion ein. Im Februar 2024 ordnete ein russisches Gericht die Verstaatlichung des Werkes in Lipezk an.

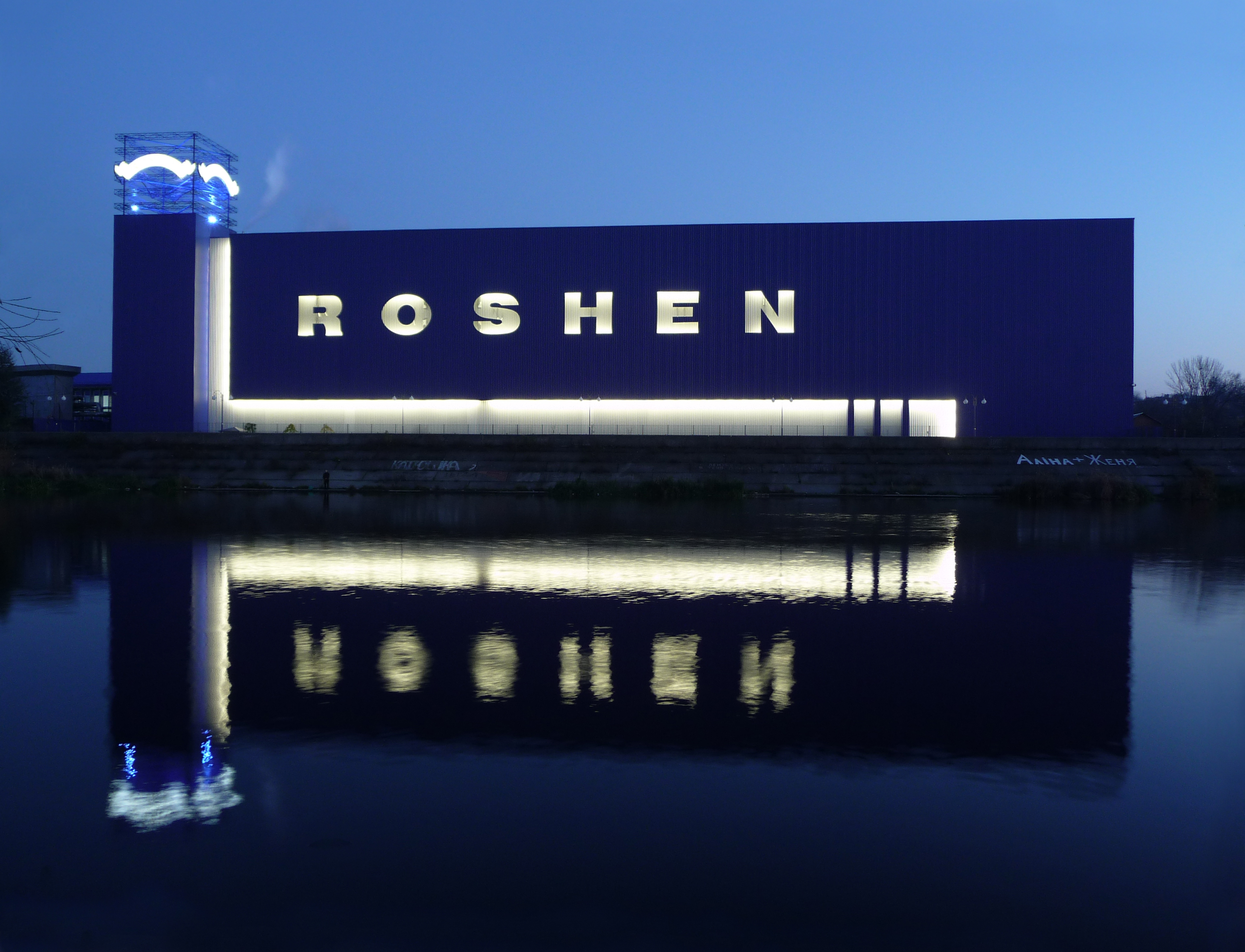
Roshen-Werksfassade in Winnyzja